# Carnotit

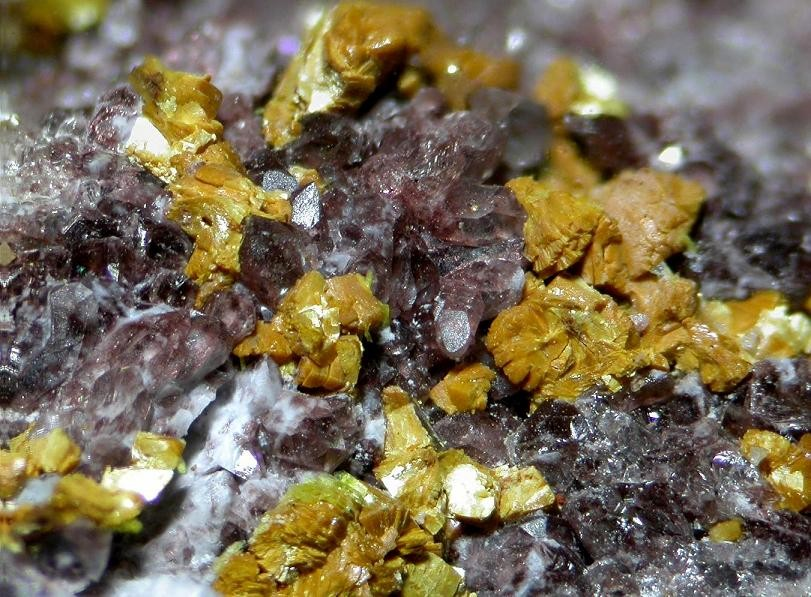
Carnotitkristaller från Mashaba West Mine vid Kolwezi i Kongo-Kinshasa.

Carnotit är ett starkt gult, ofta pulveraktigt mineral som innehåller uran, vanadium, kalium och sekundärt bly med kemisk formel K2(UO2)2(VO4)2 • 3H2O. Vattenhalten kan variera och små mängder kalcium, barium, magnesium, järn och natrium är ofta närvarande. Mineralet förekommer ofta tillsammans med en liknande kalciumförening, tyuyamunit.
Det finns flera besläktade mineralarter, som till exempel margaritasit ((Cs,K,H3O)2(UO2)(VO4)2·H2O) och tyuyamunit, (Ca(UO2)2(VO4)2·5-8H2O).

## Förekomst

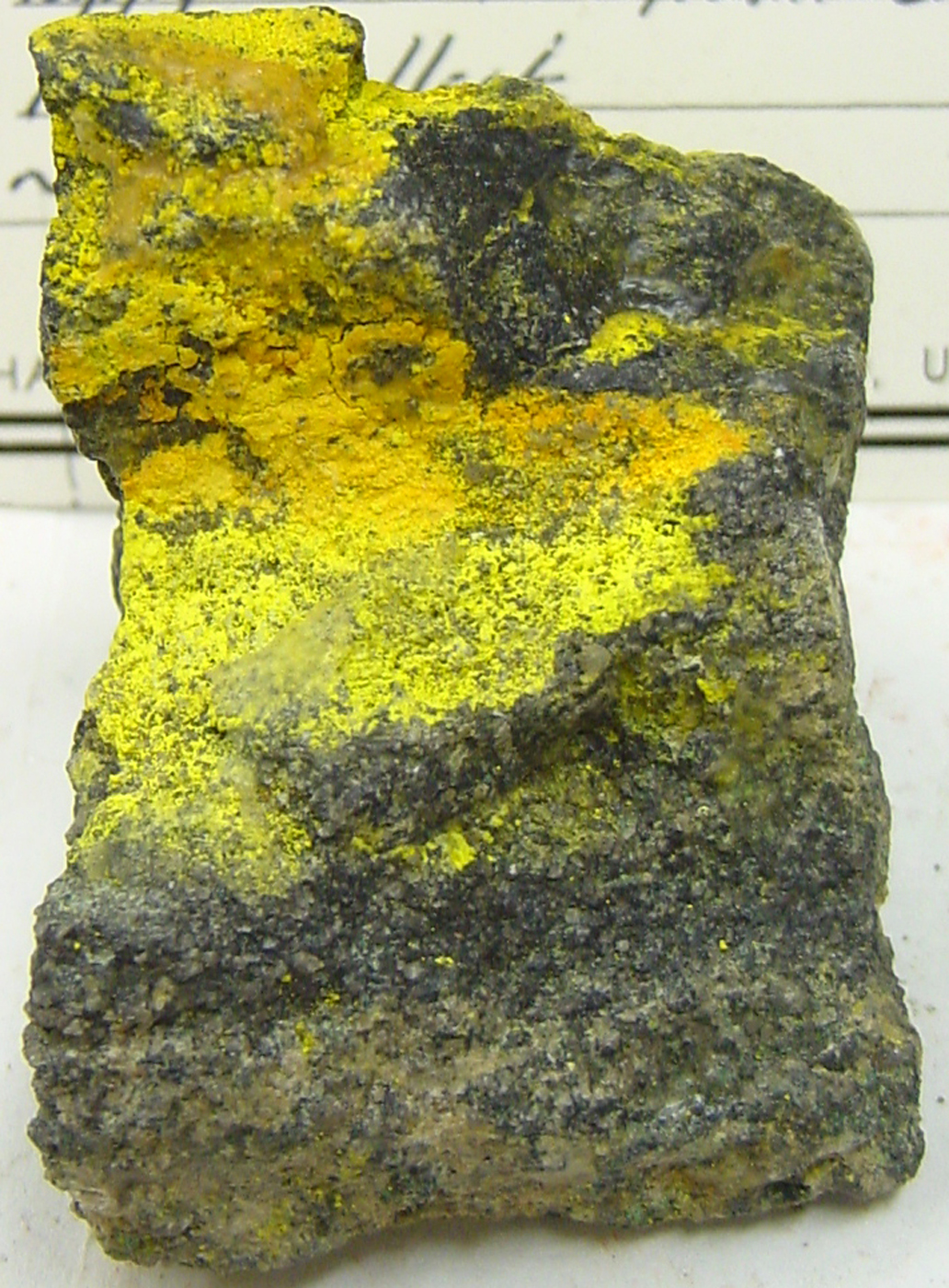
Carnotit från the Happy Jack Mine, Utah

Carnotit är ett ljust gröngult mineral som vanligtvis förekommer som skorpor och flingor i sandsten. Mängder så låga som en procent kommer att färga sandstenen ljusgul. Den höga uranhalten gör carnotit till en viktig uranmalm. Den är ett sekundärt vanadin- och uranmineral som vanligtvis finns i sedimentära bergarter i torra klimat.
I USA är det en viktig malm för uran i Colorado Plateau-regionen i USA där den förekommer som spridning i sandsten och koncentrationer runt förstenade stockar. Den förekommer också i de amerikanska delstaterna Wyoming, Colorado, South Dakota, Nevada, Arizona och Utah. Den förekommer också sporadiskt i Grants, New Mexico och Carbon County, Pennsylvania.
Carnotit har rapporterats i Kongo (Kinshasa), Marocko, Australien (Radium Hill) och Kazakstan. I Pakistan förekommer carnotit i övre miocens mellersta Siwaliks-sandsten (Dhokpathan-formationen), i närheten av Takhat Nasrati, Karak-distriktet.

## Namn och upptäckt
Mineralet beskrevs första gången 1899 av de franska forskarna M. M. C. Freidel och E. Cumenge, som identifierade det i prover från Roc Creek i Montrose County, Colorado, USA. Den är uppkallad efter Marie Adolphe Carnot (1839–1920), fransk gruvingenjör och kemist.

## Användning
Carnotit spelar en stor roll i uranproduktionen i bland annat USA, Kongo-Kinshasa och Ryssland. Ibland i början av 1900-talet bröts den främst för utvinning av radium eller vanadin.
Mineralet har även använts för tillverkning av diskutabla medicintekniska apparater som involverade radioaktiva ämnen.